# Walpurgin
Walpurgin ist ein selten vorkommendes Mineral aus der Mineralklasse der „Phosphate, Arsenate und Vanadate“ mit der chemischen Zusammensetzung (BiO)4[UO2|(AsO4)2]·2H2O und damit chemisch gesehen ein wasserhaltiges Bismut-Uranyl-Arsenat (bzw. Uranylarsenat).
Walpurgin kristallisiert im triklinen Kristallsystem und entwickelt meist durchsichtige bis durchscheinende Kristalle bis etwa 6 mm Länge mit tafeligem bis leistenförmigem Habitus, die entlang der c-Achse gestreckt sind. Er tritt aber auch in Form radialstrahliger Mineral-Aggregate auf. Die Farbe des Minerals variiert zwischen verschiedenen Gelbtönen, die als Pomeranzengelb, Wachsgelb, Strohgelb bis Honiggelb beschrieben werden. Im Durchlicht erscheint Walpurgin hellgelb bis farblos. Auf der Strichtafel hinterlässt er allerdings einen hellbräunlichgelben Strich. Die Flächen der Kristalle weisen einen fett- bis diamantähnlichen Glanz auf.
Mit einer Mohshärte von 3,5 liegt Walpurgin zwischen den Referenzmineralen Calcit (Härte 3) und Fluorit (Härte 4), ist also leicht mit einem Messer zu ritzen.

## Etymologie und Geschichte
Entdeckt wurde Walpurgin auf einer Erzstufe, die der Bergverwalter Otto Richard Tröger im Sommer 1871 Albin Weisbach zur Begutachtung vorlegte. Der Fundpunkt dieser Erzstufe war das 26-Lachter-Ort auf dem Walpurgis Flachen im Grubenfeld der Grube „Weißer Hirsch“ in der erzgebirgischen Bergstadt Neustädtel. Nach einer Analyse der Erzproben durch Clemens Winkler beschrieb Weisbach die gefundenen Minerale. Darunter befand sich neben den neuen Mineralen Trögerit, Zeunerit, Uranospinit und Uranosphärit auch Walpurgin.

## Klassifikation
In der veralteten 8. Auflage der Mineralsystematik nach Strunz gehörte der Walpurgin zur Mineralklasse der „Phosphate, Arsenate, Vanadate“ und dort zur Abteilung „Wasserhaltige Phosphate, Arsenate und Vanadate mit fremden Anionen“, wo er gemeinsam mit Phosphowalpurgin in der „Arsenobismit-Walpurgin-Gruppe“ mit der Systemnummer VII/D.18 steht.
In der zuletzt 2018 überarbeiteten Lapis-Systematik nach Stefan Weiß, die formal auf der alten Systematik von Karl Hugo Strunz in der 8. Auflage basiert, erhielt das Mineral die System- und Mineralnummer VII/E.10-020. Dies entspricht der Klasse der „Phosphate, Arsenate und Vanadate“ und dort der Abteilung „Uranyl-Phosphate/Arsenate und Uranyl-Vanadate mit [UO2]2+–[PO4]/[AsO4]3− und [UO2]2+–[V2O8]6−, mit isotypen Vanadaten (Sincositreihe)“, wo Walpurgin zusammen mit Asselbornit, Orthowalpurgin, Phosphowalpurgit und Šreinit eine unbenannte Gruppe mit der Systemnummer VII/E.10 bildet.
Die von der International Mineralogical Association (IMA) zuletzt 2009 aktualisierte 9. Auflage der Strunz’schen Mineralsystematik ordnet den Walpurgin in die Klasse der „Phosphate, Arsenate und Vanadate“ und dort in die Abteilung „Uranylphosphate und Arsenate“ ein. Hier ist das Mineral in der Unterabteilung „UO2 : RO4 = 1 : 2“ zu finden, wo es zusammen mit Orthowalpurgin und Phosphowalpurgin die „Walpurgingruppe“ mit der Systemnummer 8.EA.05 bildet.
In der vorwiegend im englischen Sprachraum gebräuchlichen Systematik der Minerale nach Dana hat Walpurgin die System- und Mineralnummer 40.05.09.01. Das entspricht der Klasse der „Phosphate, Arsenate und Vanadate“ und dort der Abteilung „Wasserhaltige Phosphate etc.“. Hier findet er sich innerhalb der Unterabteilung „Wasserhaltige Phosphate etc., mit verschiedenen Formeln“ in der „Walpurgingruppe“, in der auch Orthowalpurgin und Phosphowalpurgin eingeordnet sind.

## Kristallstruktur
Walpurgin kristallisiert triklin in der Raumgruppe P1 (Raumgruppen-Nr. 2) mit den Gitterparametern a = 7,14 Å; b = 10,43 Å; c = 5,49 Å; α = 101,5°; β = 110,8° und γ = 88,2° sowie einer Formeleinheit pro Elementarzelle.

## Eigenschaften
Das Mineral ist durch seinen Urangehalt von bis zu 16 % als sehr stark radioaktiv eingestuft und weist eine spezifische Aktivität von etwa 28,7 kBq/g auf (zum Vergleich: natürliches Kalium 31,2 Bq/g).

## Modifikationen und Varietäten
Die Verbindung (BiO)4[UO2|(AsO4)2] · 2H2O ist dimorph und kommt in der Natur neben dem triklin kristallisierenden Walpurgin noch als orthorhombisch kristallisierender Orthowalpurgit vor.

## Bildung und Fundorte

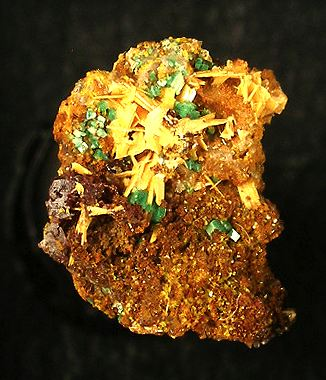
Walpurgin (gelb) und Uranospinit (grün) aus dem „Walpurgis Flachen“, Schacht Weißer Hirsch, Neustädtel (Schneeberg), Sachsen
(Größe: 1 cm × 1 cm)

Walpurgin bildet sich sekundär in der Oxidationszone von bismut-, uran- und arsenhaltigen, hydrothermalen Lagerstätten. Begleitminerale sind unter anderem Torbernit, Trögerit, Uranosphärit, Uranospinit und Zeunerit.
Als seltene Mineralbildung konnte Walpurgin bisher nur an wenigen Fundorten nachgewiesen werden, wovon etwa 30 als bekannt gelten. Neben seiner Typlokalität „Walpurgis-Flachen“ im Schacht „Weißer Hirsch“ trat das Mineral in Deutschland noch in vielen weiteren Schächten von Neustädtel, in der Umgebung von Schneeberg und im Erzgebirge in Sachsen sowie an mehreren Stellen im Schwarzwald in Baden-Württemberg auf.
Weitere Fundorte liegen unter anderem in Namibia, Portugal, Tschechien, im Vereinigten Königreich und den Vereinigten Staaten.

## Vorsichtsmaßnahmen
Aufgrund der Toxizität und der starken Radioaktivität des Minerals sollten Proben nur in staub- und strahlungsdichten Behältern, vor allem aber niemals in Wohn-, Schlaf- und Arbeitsräumen aufbewahrt werden. Ebenso sollten eine Aufnahme in den Körper (Inkorporation) auf jeden Fall verhindert und zur Sicherheit direkter Körperkontakt vermieden sowie beim Umgang mit dem Mineral Mundschutz und Handschuhe getragen werden.